# Az Azori-szigetek címere

Az Azori-szigetek címere

Az Azori-szigetek címere egy vörös szegélyű, sárga pajzs, amelyet egy kék héja díszít. A vörös szegélyen kilenc aranyszínű csillagot helyeztek el. A két pajzstartó egy-egy fekete bika, amik egy-egy zászlót is tartanak mellső patáikkal. A pajzs alatt s  mottó olvasható: „Antes morrer livres que em paz sujeitos” (Inkább szabadként meghalni, mint békében alávetettnek lenni).